# Johann Diefenbach
Johann Diefenbach (* 25. Januar 1832 in Wirges; † 28. November 1911 in Eltville) war ein deutscher römisch-katholischer Geistlicher und Historiker.
Johann Diefenbach ist der Sohn des Lehrers Jakob Diefenbach aus Wirges. Er wurde 1856 zum Priester geweiht. Später erhielt er auch den Titel Geistlicher Rat. Er war Rektor der Deutschordenskirche (Frankfurt am Main).
Er ist vor allem für sein Buch Der Hexenwahn vor und nach der Glaubensspaltung in Deutschland, das im 20. Jahrhundert mehrfach nachgedruckt wurde, bekannt. Für Wetzer und Welte's Kirchenlexikon schrieb er den Artikel Hexenprozeß. Diefenbach ist auch der Verfasser der ersten Chronik von Wirges. 
Seine Grabstelle befindet sich in der Kapelle des ehemaligen Nordfriedhofes von Wirges.

## Werke
- Johann Diefenbach: Christus und Christenthum nach d. Zeugnissen nichtchristl. Schriftsteller. Kirchheim, Mainz 1877.
- Johann Diefenbach: Der Hexenwahn vor und nach der Glaubensspaltung in Deutschland. Kirchheim, Mainz 1886.
- Johann Diefenbach: Die lutherische Kanzel. Kinffim, Mainz 1887.
- Johann Diefenbach: Besessenheit, Zauberei und Hexenfabeln; ein Studie, veranlaßt durch die Teufelsaustreibung zu Wemding. Foesser, Frankfurt a. M. 1893.
- Johann Diefenbach: Reformation oder Revolution? für Katholiken und Protestanten beantwortet. Kirchheim, Mainz 1897. (Digitalisat und Volltext im Deutschen Textarchiv)
- Johann Diefenbach: Der Zauberglaube des sechzehnten Jahrhunderts. Kirchheim, Mainz 1900.
- Johann Diefenbach: Die Wahrheit über die "Los von Rom-Bewegung in Österreich. M. Krener, Frankfurt 1900.